# Skansenbrua
Le Skansenbrua (en allemand : Skansenbrücke, littéralement Pont Skansen) est un pont ferroviaire de 52 mètres de long situé près de Trondheim en Norvège. Le pont basculant, inauguré en mars 1918, traverse le canal de Trondheim et permet ainsi au trafic maritime de passer du canal au fjord de Trondheim. Le pont a été construit en même temps que la ligne de chemin de fer de Dovre, lorsqu'il a changé son écartement de l'écartement étroit à l'écartement standard. Le pont se situe entre la gare de Trondheim et la gare de Skansen, inaugurée en 1893.
Le pont a été conçu par Joseph Baermann Strauss, qui a, entre autres, dirigé les travaux du Golden Gate Bridge à San Francisco. Le pont a été placé sous la protection des monuments par les Riksantikvaren en 2006, car le type de construction est unique en Norvège et rare dans le monde. L'autorité a conservé la structure du pont, les parties techniques et la maison de transformation.

## Liens web
- Skansen jernbanebro fredet. Archiviert vom Original am 20. Dezember 2012; abgerufen am 17. Juli 2017 (norwegisch).
- Forskrift om fredning av Skansen jernbanebro - Dovrebanen, KM 551,79, Trondheim kommune, Sør-Trøndelag. lovdata.no, 23. Januar 2006, abgerufen am 18. Juli 2017 (norwegisch).